# Número de Betti persistente
En la homología persistente, un número de Betti persistente es un análogo multiescala de un número de Betti que rastrea la cantidad de características topológicas que persisten en múltiples parámetros de escala en una filtración. Mientras que el clásico {\displaystyle n^{th}} El número de Betti es igual al rango del {\displaystyle n^{th}} grupo de homología, el {\displaystyle n^{th}} El número persistente de Betti es el rango de la {\displaystyle n^{th}} grupo de homología persistente. El concepto de número de Betti persistente fue introducido por Herbert Edelsbrunner, David Letscher y Afra Zomorodian en el artículo de 2002 Topological Persistence and Simplification, uno de los artículos fundamentales en el campo de la homología persistente y el análisis de datos topológicos.  Las aplicaciones del número de Betti persistente aparecen en una variedad de campos, incluidos el análisis de datos,  el aprendizaje automático,  y la física. 

## Definición
Dejar {\displaystyle K} sea un complejo simplicial, y sea {\displaystyle f:K\to \mathbb {R} } ser una función monótona, es decir, no decreciente. Requerir monotonía garantiza que el conjunto de subniveles {\displaystyle K(a):=f^{-1}(-\infty ,a]} es un subcomplejo de {\displaystyle K} a pesar de {\displaystyle a\in \mathbb {R} }. Dejando el parámetro {\displaystyle a} varían, podemos organizar estos subcomplejos en una secuencia anidada {\displaystyle \emptyset =K_{0}\subseteq K_{1}\subseteq \cdots \subseteq K_{n}=K} para algún número natural {\displaystyle n}. Esta secuencia define una filtración sobre el complejo {\displaystyle K}.
La homología persistente se ocupa de la evolución de las características topológicas a lo largo de una filtración. Para tal fin, tomando la {\displaystyle p^{th}} grupo de homología de cada complejo en la filtración obtenemos una secuencia de grupos de homología {\displaystyle 0=H_{p}(K_{0})\to H_{p}(K_{1})\to \cdots \to H_{p}(K_{n})=H_{p}(K)} que están conectados por homomorfismos inducidos por los mapas de inclusión en la filtración. Al aplicar homología sobre un campo, obtenemos una secuencia de espacios vectoriales y mapas lineales comúnmente conocidos como módulo de persistencia.
Para rastrear la evolución de las características homológicas en oposición a la información topológica estática en cada índice individual, es necesario contar solo el número de clases de homología no triviales que persisten en la filtración, es decir, que permanecen no triviales en múltiples parámetros de escala.
Para cada uno {\displaystyle i\leq j}, dejar {\displaystyle f_{p}^{i,j}} denota el homomorfismo inducido {\displaystyle H_{p}(K_{i})\to H_{p}(K_{j})} . Entonces el {\displaystyle p^{th}} Los grupos de homología persistente se definen como las imágenes de cada mapa inducido. A saber, {\displaystyle H_{p}^{i,j}:=\operatorname {im} f_{p}^{i,j}} a pesar de {\displaystyle 0\leq i\leq j\leq n}.
En paralelo al número clásico de Betti, el {\displaystyle p^{th}} Los números persistentes de Betti son precisamente las filas de los {\displaystyle p^{th}} grupos de homología persistente, dados por la definición {\displaystyle \beta _{p}^{i,j}:=\operatorname {rank} H_{p}^{i,j}}. 